# 영암 망월사 석불좌상
영암 망월사 석불좌상(靈巖 望月寺 石佛坐像)은 대한민국 전라남도 영암군에 있는 석불이다. 2002년 11월 27일 전라남도의 유형문화재 제259호로 지정되었다.

## 참고 자료
- 영암망월사석불좌상 - 국가유산청 국가유산포털